# Philipp Moritz Fischer
Pour les articles homonymes, voir Fischer.

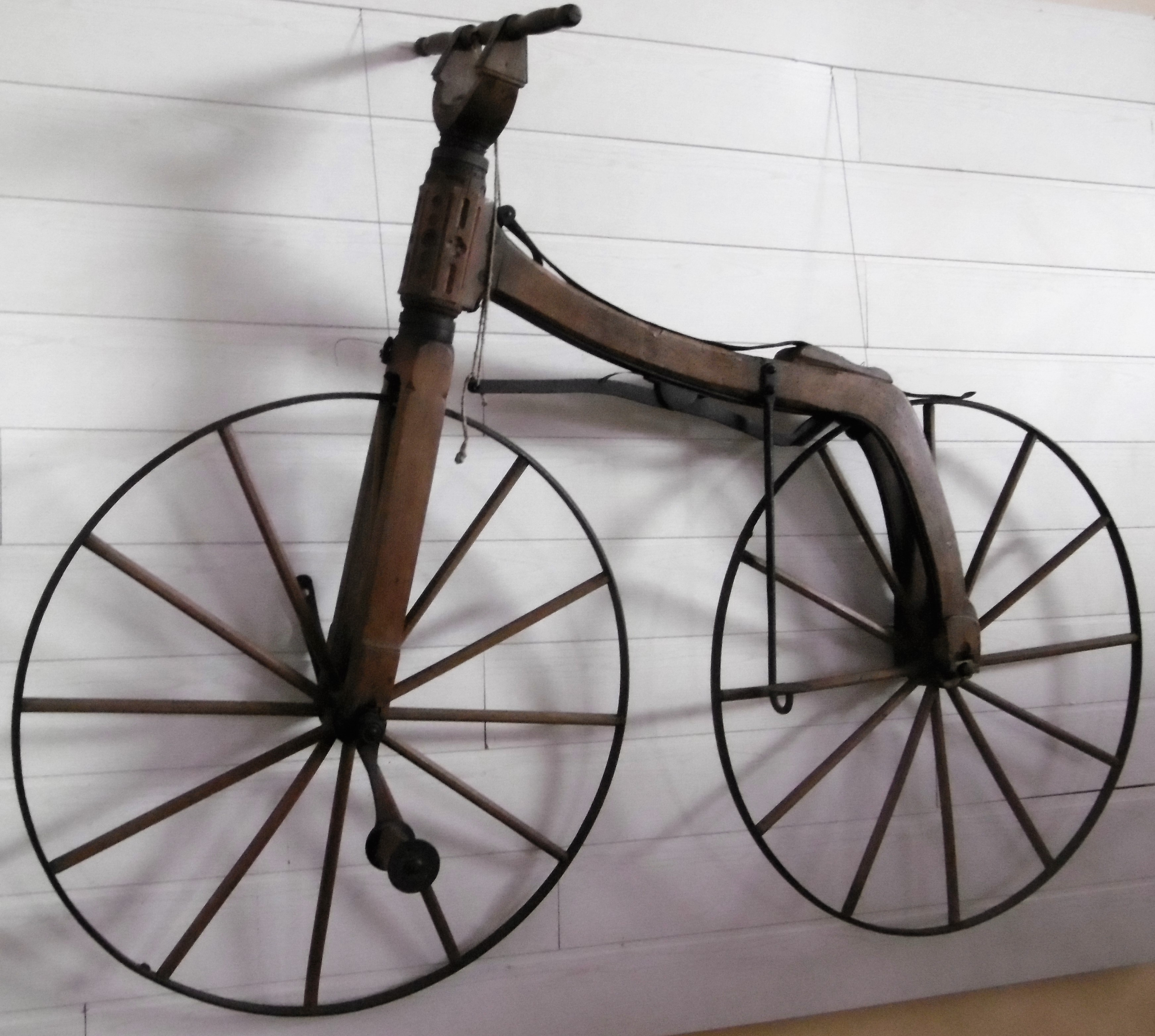
Vélocipède construit par Philipp Moritz Fischer, peut-être en 1853

Philipp Moritz Fischer, né le 8 mars 1812 à Schweinfurt et mort le 6 septembre 1890 dans la même ville, est un facteur de pianos qui aurait inventé  en 1853 le vélocipède en fixant des pédales sur la roue avant d'une draisienne, quelques années avant le Français Pierre Michaux.

## Biographie
Philipp Moritz Fischer  se rendait à l’école à l’âge de 9 ans sur une draisienne. Après un apprentissage de menuisier à Würzburg à 13 ans, il poursuivit sa formation chez un facteur d’orgues à Bamberg puis voyagea en Europe. Il revint à Schweinfurt en 1837 et repartit à Londres en 1840 où il épousa Wilhelmine Lambinus. Il s'établit ensuite à Schweinfurt comme facteur de pianos rendant visite à ses clients en draisienne.
Il aurait construit en 1853 un premier vélocipède à pédales sans officialiser son invention contrairement à Pierre Michaux. Quatre modèles existent de ce vélocipède qui pourrait être le plus ancien du monde : l'un d'eux est exposé au musée municipal (Stadtgeschichtliches Museum) de Schweinfurt.

## Friedrich Fischer créateur de l'industrie du roulement à billes
Son fils, Friedrich Fischer, ouvrit en 1872 un magasin de cycles qu’il équipait de roulements à billes fabriqués en Angleterre. Il créa en 1883 à Schweinfurt une usine de roulements à billes, la première fabrication en grande série. 

## Liens
- Notices d'autorité :   - VIAF
  - GND
- Notice dans un dictionnaire ou une encyclopédie généraliste :   - Deutsche Biographie
- (de) « Standesamt im Erfinder-Haus », sur mainpost.de
- (de) « Oberndorf ist stolz auf den Helden Fischer », sur mainpost.de
- (de) « Philipp Moriz Fischer-Rad, mit Foto eines Nachbaus », sur rsv-wendlingen.de